# Iglesia de Bongsu
La Iglesia de Bongsu (coreano: 봉수교회) es una iglesia protestante en Konguk-dong del Distrito Mangyongdae en Pionyang, la capital de Corea del Norte.
Es una de las pocas iglesias en el país y una de las dos iglesias protestantes, la otra es la Iglesia de Chilgol. La Iglesia de Bongsu se construyó originalmente en 1988 y fue la primera iglesia construida en el país durante el régimen comunista. La iglesia fue reubicada en un edificio más grande alrededor de 2008 y ahora tiene asientos para 1200 personas. Se debate si la asistencia consiste en cristianos genuinos en el país o no, pero los visitantes extranjeros pueden asistir al servicio.

## Historia
La Iglesia de Bongsu original se construyó en septiembre de 1988. En ese momento, fue la primera iglesia construida en Corea del Norte después de la Guerra de Corea, durante la cual todas las iglesias norcoreanas fueron destruidas, y la primera construida durante el gobierno comunista. Fue inaugurada justo antes del XIII Festival Mundial de la Juventud y los Estudiantes de 1989 que se celebró en Pionyang. La iglesia fue construida para mostrar la libertad de religión en Corea del Norte, en medio de la presión internacional sobre el tema. La construcción costó medio millón de wones (250.000 dólares) y fue financiada por cristianos extranjeros. Hasta la década de 1990, no había cruz cristiana en la parte superior de la iglesia. Se agregó una cuando los visitantes cristianos extranjeros señalaron la omisión.
Desde entonces, la iglesia ha sido reconstruida y reubicada en 2008, por un precio de cuatro mil millones de wones (4,3 millones de dólares), pagados en su totalidad por la Asociación de la Iglesia Presbiteriana de Corea del Sur.
En 1992, cuando Kang Yong-sop, como presidente de la Federación Cristiana de Corea, supervisaba la iglesia, Billy Graham visitó allí para predicar. Graham predicó en la iglesia nuevamente en 1994. El hijo de Billy, Franklin Graham, predicó en 2000 y 2008. La esposa de Billy Graham, Ruth Graham, también pronunció un discurso público en la iglesia. Otros predicadores visitantes incluyen al surcoreano Han Sang-ryeol, quien visitó en 2010 sin la autorización del gobierno de Corea del Sur.

## Operación
El servicio tiene lugar a las 10 am todos los domingos. A veces, los turistas han llegado solo para encontrar la iglesia cerrada en ese momento. Otros informan que los sermones consisten en retórica política. Se debate si la congregación local es o no de creyentes auténticos.
El pastor de Corea del Sur, Soh Kyung-suk, describe sus observaciones durante las visitas: "Había pequeños signos de espontaneidad durante un servicio. Tampoco encontré ningún niño presente ni grupos de estudio bíblico allí, e incluso se nos prohibió hablar con los participantes del servicio de Corea del Norte. ... Lo más sorprendente fue que los funcionarios de la iglesia ni siquiera conocían ningún himno".
Bradley K. Martin, autor de Under the Loving Care of the Fatherly Leader , también describió su visita a la iglesia. La congregación cantó "Jesús me ama" y muchos parecían saberlo de memoria. La predicación y la oración fueron sobre temas políticos como la reunificación coreana y la no proliferación nuclear. Los feligreses, según Martin, no eran miembros del Partido del Trabajo de Corea y todos ellos se habían quitado sus prendedores de solapa de Kim Il-sung. "Esta iglesia es un lugar sagrado. La llamamos la 'casa del cielo'. Por eso no se permiten símbolos políticos", explicó un empleado de la iglesia.
La iglesia es protestante, pero no se especifica ninguna denominación. Es supervisada por la Federación Cristiana de Corea.
La congregación era de unas 300 personas los domingos antes de que la iglesia se ampliara debido al aumento de la asistencia. Ahora la iglesia tiene capacidad para 1.200 personas. El edificio tiene tres pisos. La iglesia cuenta con un ministro principal, un vicario, ocho ancianos, cinco diáconos y catorce diaconisas. La iglesia dirige un seminario teológico para 12 personas, en un edificio aparte en las instalaciones.
La iglesia tiene una fábrica de fideos asociada, que cuenta con el apoyo financiero de la Iglesia presbiteriana de los Estados Unidos, y una panadería.